# Elenco dei conflitti militari in corso
     Guerre principali (10.000 morti o più)
     Guerre minori (dalle 1000 alle 9999)
     Conflitti (dalle 100 alle 999)
     Schermaglie e scontri (da almeno 1 alle 99)

Mappa dei conflitti armati attualmente in corso (in base alle morti legate da combattimento nell'anno attuale o anno precedente).
Guerre principali (10.000 morti o più)
Guerre minori (dalle 1000 alle 9999)
Conflitti (dalle 100 alle 999)
Schermaglie e scontri (da almeno 1 alle 99)

Di seguito viene riportato un elenco dei conflitti armati in corso, che attualmente si stanno svolgendo in giro per il mondo. L'elenco è soggetto a cambiamenti ed aggiornamenti nel futuro.

## Criteri
Si notino i seguenti criteri, che sono considerati per l'elenco:
- Per conflitti armati si intendono conflitti in cui è presente l'uso di armi e forze armate tra due o più gruppi abbastanza organizzati, governativi o non-governativi. Verranno contati i conflitti interstatali (tra più paesi), intrastatali (tra più forze nello stesso paese) e non-statali (ad esempio tra milizie nemiche).[1][2]
- Non verranno contati i paesi in cui è alto il tasso di omicido doloso, o dove è alta la presenza di violenza da parte di bande criminali, a meno che ci sia un notevole coinvolgimento militare o paramilitare. Proteste e dispute territoriali, se non accompagnate da azioni militari, non verranno ugualmente considerate.[1]
- Nelle categorie "vittime" il numero indica sia le morti militari legate al combattimento diretto ma anche morti civili, ma solamente se a causa di attacchi diretti da uno dei gruppi coinvolti nella guerra. Le morti devono essere almeno 100 nell'anno attuale e almeno una nell'anno precedente.
- Non sono considerate le morti civili da cause secondarie (carestie, epidemie, precarietà o morti violente per altri motivi).
- Quando il conflitto dura da più anni verrà presentato anche un accumulo delle morti totali dall'inizio della guerra. Bisogna però ricordare che i numeri riportati sono approssimativi in base alle fonti, e potrebbero potenzialmente essere inaccurati.
- I conflitti vengono presentati in ordine cronologico da quando sono iniziati, insieme alle guerre generatisi come conseguenza dei conflitti iniziali, la cui data di inizio è riportata tra parentesi.
- La categoria "luogo" indica i paesi in cui si svolgono la guerre, quindi potrebbe non coincidere con i paesi in campo (che non verranno mostrati, nemmeno le entità non-statali).
- Alcune guerre potrebbero ricomparire se parte di due scenari bellici diversi interconnessi.
- Infine va ricordato che, per quanto la lista sia esaustiva, non contiene effettivamente tutte le azioni belliche nel mondo, dal momento che è impossibile avere informazioni coincise su tutte (senza contare quelle sconosciute), oltre ai diversi modi con cui si può definire una guerra.

## Elenco

### Guerre principali
| Inizio | Conflitto | Continente | Luogo | Vittime totali          | Vittime (al 2025) |
| ------ | --- | ---------- | --- | ----------------------- | ----------------- |
| 1948   | - Conflitto interno in Birmania - Conflitto della Rohingya (1942) - Conflitto nello stato Rakhine (2016) - Conflitto del Karen (1949) - Conflitto del Kachin (1961) - Guerra civile in Birmania (2021) | Asia       | Myanmar | 28.672 ~ 199.000 o più  | 7245              |
| 1948   | - Conflitto arabo-israeliano - Conflitto israelo-palestinese (XX secolo) - Conflitto Israele-Striscia di Gaza (1948) - Insurrezione salafista in Gaza (2001) - Confronto tra Hamas e forze popolari (2024) - Guerra israelo-libanese (1948) - Combattimenti Hezbollah-Israele (1982) - Conflitto Israele-Hezbollah (2023) - Guerra per procura tra Iran e Israele (1985) - Crisi in Medio Oriente (2023) - Incidenti sul confine Israele-Siria (2012) - Ripercussioni della Guerra Israele-Hamas in Siria (2023) - Invasione israeliana della Siria (2024) - Crisi del Mar Rosso (2023) - Operazione Prosperity Guardian (2023) - Guerra Israele-Hamas (2023) - Invasione israeliana della Striscia di Gaza (2023) - Incursioni israeliane in Cisgiordania (2023) | Asia       | Israele Palestina Libano Siria Giordania Iraq Iran Yemen                                                              | 259.000 ~ 268.000 o più | 12.896            |
| 2002   | - Insurrezione islamica nel Maghreb e guerra nel Sahel - Insurrezione di Boko Haram (2009) - Guerra in Mali (2012) - Insurrezione islamica in Nigeria (2015) - Insurrezione islamica in Burkina Faso (2015) - Conflitto Fulani-Mossi (2014) - Insurrezione in Chad (2016) - Guerra JNIM-ISGS (2019) | Africa     | Algeria Benin Burkina Faso Camerun Ciad Ghana Costa d'Avorio Libia Mali Mauritania Marocco Niger Nigeria Togo Tunisia | 464.345 o più           | 11.878            |
| 2008   | - Guerre civili in Sudan - Rivalità nomadica in Sudan (2008) - Violenza etnica in Sudan del Sud (2010) - Conflitto Abyei (2022) - Guerra civile in Sudan (2023) | Africa     | Sudan Sudan del Sud                                                                                                   | 600.000 ~ 1.100.000     | 11.874            |
| 2014   | - Conflitto russo-ucraino - Invasione russa dell'Ucraina (2022) | Europa     | Russia Ucraina | 172.226 ~ 390.000       | 42.838            |
| 2018   | - Guerra civile etiope - Conflitto Oromo (1973) - Insurrezione OLA (2018) - Guerra in Amhara (2023) | Africa     | Etiopia | 500.000 ~ 610.000 o più | 2165              |

### Guerre minori
| Inizio | Conflitto | Continente             | Luogo                                                                           | Vittime totali            | Vittime (al 2025) |
| ------ | --- | ---------------------- | ------------------------------------------------------------------------------- | ------------------------- | ----------------- |
| 1964   | - Conflitto armato colombiano - Campagna Catatumbo | America meridionale    | Colombia Venezuela Ecuador                                                      | 457.700 o più             | 1339              |
| 1978   | - Guerra civile in Afghanistan - Tensioni sul confine Afghanistan-Pakistan (1949) - Guerra nel Pakistan nord-occidentale (2004) - Scontri Afghanistan-Pakistan (2024) - Guerra tra Talebani e Stato Islamico (2015) - Resistenza repubblicana in Afghanistan (2021) | Asia                   | Afghanistan Pakistan                                                            | 380.000 ~ 2.800.000 o più | 1390              |
| 1991   | - Disordine civile in Somalia - Guerra civile in Somalia (2009) - Terrorismo in Kenya (1998) - Interventi americani (2007) - Insurrezione islamica nel Puntland (2015) - Operazioni del Puntland contro il terrorismo (2024) - Conflitto Las Anod (2023) - Crisi del Jubaland (2024) - Offensiva Shabelle (2025) | Africa                 | Somalia Kenya                                                                   | 365.500 ~ 1.000.000 o più | 5979              |
| 1998   | - Conflitti civili in Nigeria - Violenza religiosa in Nigeria (1953) - Insurrezione di Boko Haram (2009) - Tensioni religiose tra agricoltori e pastori nigeriani (1998) - Conflitto dei banditi nigeriani (2011) - Conflitto del Delta del Niger (2003) - Conflitto del Delta del Niger (2016) - Insurrezione in Nigeria sudorientale (2021) - Conflitto di Bakassi (1985) | Africa                 | Nigeria Camerun                                                                 | 104.200 o più             | 1100              |
| 2004   | - Guerre civili in Congo - Insurrezione Katanga (1963) - Insurrezione dell'esercito di resistenza del Signore (1987) - Insurrezione delle forze alleate democratiche (1996) - Conflitto del Kivu (2004) - Conflitto dell'Ituri (1977) - Offensiva M23 (2022) - Scontri nel Congo occidentale (2022) | Africa                 | Repubblica Democratica del Congo Ruanda Burundi Uganda Repubblica Centrafricana | 211.600 o più             | 3700 ~ 8500 o più |
| 2006   | - Guerra messicana della droga - Combattimenti interni nel Cartello del Golfo (2011) - Combattimenti interni nei Los Zetas (2012) - Combattimenti interni nel Cartello Sinaloa (2024) | America settentrionale | Messico                                                                         | 127.000 ~ 415.200         | 4120              |
| 2011   | - Guerra civile siriana - Ripercussioni della guerra civile siriana (2011) - Incidenti sul confine Israele-Siria (2012) - Invasione israeliana della Siria (2024) - Combattimenti Siria-Hezbollah (2024) - Scontri in Siria occidentale (2024) - Coinvolgimenti della Turchia (2011) - Conflitto Rojava (2012) - Conflitto Rojava-Stato Islamico (2013) - Insurrezione in Siria orientale (2017) - Insurrezioni tribali (2023) - Conflitto Turchia-Stato Islamico (2013) - Interventi americani (2014) | Asia                   | Siria Israele Libano Iraq Turchia                                               | 656.493 o più             | 5511              |
| 2012   | - Guerre civili in Camerun - Insurrezione di Boko Haram (2009) - Crisi anglofona (2017) - Conflitto di Bakassi (1985) | Africa                 | Camerun Nigeria                                                                 | 9200 o più                | 294               |
| 2014   | - Guerra civile dello Yemen - Insurrezione di Al-Qaeda (1998) - Coinvolgimento arabico (2015) - Guerra Houthi-Arabia Saudita (2015) - Crisi del Mar Rosso (2023) - Operazione Prosperity Guardian (2023) | Asia                   | Yemen Arabia Saudita Emirati Arabi Uniti Israele                                | 382.100                   | 1468              |
| 2018   | - Crisi haitiana - Criminalità in Haiti (2020) | America settentrionale | Haiti                                                                           | 10.000 o più              | 1694              |

### Conflitti
| Inizio | Conflitto | Continente             | Luogo                         | Vittime totali           | Vittime (al 2025) |
| ------ | --- | ---------------------- | ----------------------------- | ------------------------ | ----------------- |
| 1918   | - Insurrezioni curde - Conflitto curdo-iraniano (1918) - Conflitto Iran-PJAK (2004) - Scontri in Iran occidentale (2016) - Ribellioni curde in Turchia (1921) - Insurrezione di Hizbollah Curdo (1983) - Conflitto Rojava (2012) | Asia                   | Iran Iraq Siria Turchia       | 135.650 ~ 178.150 o più  | 300               |
| 1943   | Conflitto politico in Jamaica | America settentrionale | Giamaica                      | 1700 o più               | 143               |
| 1947   | - Guerre indo-pakistane - Conflitto del Kashmir (1947) - Insurrezione di Jammu e Kashmir (1989) | Asia                   | India Pakistan                | 201.300 ~ 2.000.000      | 560               |
| 1948   | - Terrorismo in Pakistan - Insurrezione in Balochistan (1948) - Insurrezione in Sistan (2004) - Violenza in Pakistan (1953) - Guerra nel Pakistan nord-occidentale (2004) - Insurrezione nel Sindh (2003) | Asia                   | Pakistan Afghanistan Iran     | 22.200 o più             | 860               |
| 1954   | - Terrorismo in India - Insurrezione in India nord-orientale (1954) - Insurrezione in Arunachal Pradesh (1954) - Conflitto Naga (1958) - Insurrezione in Manipur (1980) - Insurrezione in Assam (1990) - Insurrezione in Meghalaya (1992) - Ribelli indiani in Birmania (1950) - Conflitto Maoisti-Naxaliti (1967) - Insurrezione di Jammu e Kashmir (1989) | Asia                   | India Myanmar Bhutan Pakistan | 80.500                   | 700               |
| 1962   | Conflitto di Papua | Asia                   | Indonesia                     | 100.200 ~ 500.000        | 119               |
| 1969   | - Conflitto civile nelle Filippine - Ribellione NPA (1969) - Presenza dello Stato Islamico (2014) - Guerra alla droga (2016) | Asia                   | Filippine                     | 166.100 ~ 245.200        | 274               |
| 1975   | Guerra di Cabinda | Africa                 | Angola                        | 30.100                   | 105               |
| 1988   | Violenza etnica in Papua | Oceania                | Papua Nuova Guinea            | 15.300 ~ 20.000          | 54                |
| 1999   | - Terrorismo in Bangladesh - Insurrezioni di Chittagong (1977) - Insurrezione Maoista (1993) | Asia                   | Bangladesh                    | 79.780                   | 169               |
| 2003   | - Conflitto iracheno - Insurrezioni dello Stato Islamico (2017) | Asia                   | Iraq                          | 334.200 ~ 1.215.00 o più | 361               |
| 2011   | Crisi libica | Africa                 | Libia                         | 30.100 ~ 43.000          | 183               |
| 2012   | - Seconda guerra civile nella repubblica centrafricana - Insurrezione dell'esercito di resistenza del Signore (1987) | Africa                 | Mozambico Camerun             | 15.100                   | 439               |
| 2017   | Insurrezione a Cabo Delgado | Africa                 | Mozambico Tanzania            | 7000 o più               | 276               |
| 2017   | Insurrezione dello Stato Islamico nel Caucaso settentrionale | Europa                 | Russia Azerbaigian            | 160.000 o più            | 9                 |
| 2022   | Lotta alla criminalità in Honduras | America settentrionale | Honduras                      | 100 ~ 1220 o più         | 299               |

### Schermaglie e scontri
| Inizio | Conflitto                                                                                                | Continente             | Luogo                                            | Vittime totali        | Vittime (al 2025) |
| ------ | --- | ---------------------- | ------------------------------------------------ | --------------------- | ----------------- |
| 1948   | Guerra di Corea                                                                                          | Asia                   | Corea del Nord Corea del Sud                     | 3.000.000             | 0                 |
| 1970   | - Conflitto del Sahara occidentale - Scontri in Sahara occidentale (2020)                                | Africa                 | Marocco Repubblica Democratica Araba dei Sahrawi | 14.000 ~ 21.000 o più | 29                |
| 1980   | Conflitto interno peruviano                                                                              | America meridionale    | Perù                                             | 70.000                | 21                |
| 1981   | - Terrorismo in Egitto - Terrorismo jihadista in Egitto (2013)                                           | Africa                 | Egitto                                           | 6000 ~ 7353 o più     | 21                |
| 1982   | Conflitto di Casamance                                                                                   | Africa                 | Senegal                                          | 5000 o più            | 4                 |
| 1988   | - Conflitto del Nagorno-Karabakh - Crisi Armenia-Azarbaigian (2021)                                      | Europa                 | Armenia Azerbaigian                              | 39.800 ~ 49.000 o più | 6                 |
| 2004   | Insurrezione nella Thailandia del Sud                                                                    | Asia                   | Thailandia                                       | 7300                  | 40                |
| 2005   | Insurrezione in Paraguay                                                                                 | America meridionale    | Paraguay                                         | 150 o più             | 0                 |
| 2018   | - Guerra alla droga in Ecuador - Crisi ecuadoriana (2020) - Conflitto armato interno dell'Ecuador (2024) | America meridionale    | Ecuador                                          | 14.250 o più          | 37                |
| 2022   | Lotta alla criminalità in El Salvador                                                                    | America settentrionale | El Salvador                                      | 485 o più             | 5                 |

## Vittime per paese
Sono presenti le differenze con l'anno precedente, nella forma di frecce in basso se le vittime sono diminuite o in alto se le vittime sono aumentate.
| Paese                            | Vittime  |
| -------------------------------- | -------- |
| Messico                          | ↓ 34.512 |
| Afghanistan                      | ↓ 72.960 |
| Yemen                            | ↑ 19.561 |
| Siria                            | ↓ 7620   |
| Nigeria                          | ↑ 7172   |
| Repubblica Democratica del Congo | ↑ 6162   |
| Azerbaigian                      | ↑ 6110   |
| Somalia                          | ↑ 2950   |
| Mali                             | ↑ 2734   |
| Iraq                             | ↑ 2436   |

| Paese                            | Vittime  |
| -------------------------------- | -------- |
| Afghanistan                      | ↑ 42.223 |
| Yemen                            | ↑ 31.048 |
| Etiopia                          | ↑ 22.800 |
| Messico                          | ↓ 18.811 |
| Myanmar                          | ↑ 11.114 |
| Nigeria                          | ↑ 9687   |
| Repubblica Democratica del Congo | ↑ 6283   |
| Siria                            | ↓ 5828   |
| Somalia                          | ↑ 3532   |
| Iraq                             | ↑ 2605   |

| Paese                            | Vittime    |
| -------------------------------- | ---------- |
| Etiopia                          | ↑ 109.600+ |
| Ucraina                          | ↑ 100.000+ |
| Myanmar                          | ↑ 20.206   |
| Messico                          | ↓ 14.254   |
| Yemen                            | ↓ 7133     |
| Somalia                          | ↑ 6484     |
| Repubblica Democratica del Congo | ↓ 6254     |
| Siria                            | ↑ 6211     |
| Mali                             | ↓ 4285     |
| Burkina Faso                     | ↑ 4700     |

| Paese        | Vittime   |
| ------------ | --------- |
| Ucraina      | ↓ 95.088+ |
| Palestina    | ↑ 22.205+ |
| Myanmar      | ↓ 15.773  |
| Sudan        | ↑ 13.225  |
| Nigeria      | ↑ 8505    |
| Burkina Faso | ↑ 8486    |
| Somalia      | ↑ 8342    |
| Messico      | ↓ 7168    |
| Siria        | ↑ 6211    |
| Mali         | ↓ 4285    |

| Paese        | Vittime  |
| ------------ | -------- |
| Ucraina      | ↓ 72.960 |
| Palestina    | ↑ 29.772 |
| Myanmar      | ↑ 19.771 |
| Sudan        | ↑ 15.526 |
| Etiopia      | ↑ 10.180 |
| Nigeria      | ↑ 9155   |
| Messico      | ↑ 8208   |
| Burkina Faso | ↓ 7522   |
| Siria        | ↑ 6847   |
| Somalia      | ↑ 5472   |

## Guerre per continente
| Continente             | Guerre in corso | Percentuale |
| ---------------------- | --------------- | ----------- |
| Asia                   | 15              | 35,8%       |
| Africa                 | 14              | 33,3%       |
| America settentrionale | 5               | 11,90%      |
| America meridionale    | 4               | 9,6%        |
| Europa                 | 3               | 7,14%       |
| Oceania                | 1               | 2,39%       |
| Antartide              | 0               | 0,0%        |
| Totale                 | 42              | 100%        |

### Paesi coinvolti
- Asia: intorno ai 23
- Africa: intorno ai 33
- America settentrionale: 5
- America meridionale: 5
- Europa: intorno ai 4
- Oceania: intorno ai 2
- Antartide: nessuno
- Totale: intorno ai 70

Paesi transcontinentali: Russia, Turchia, Egitto, Indonesia.

### Esplicative
1. ↑  Mentre un armistizio è stato firmato nel 1953, con cui è stata stabilita la zona demilitarizzata, un effettivo trattato di pace non è mai esistito e i due paesi sono ancora in guerra, anche se non ci sono effettivamente attività.

### Fonti
1. 1 2   "How is the Term "Armed Conflict" Defined in International Humanitarian Law?" (PDF), su icrc.org (archiviato dall'url originale il 1º novembre 2018).
2. ↑  (EN) Curated Data, su ACLED. URL consultato il 4 luglio 2025.
3. 1 2 3 4 5  (EN) UCDP - Uppsala Conflict Data Program, su ucdp.uu.se. URL consultato il 4 luglio 2025 (archiviato dall'url originale il 31 maggio 2024).
4. ↑   "Modern Conflicts Database: Alternative Estimates for Death Tolls" (PDF), su peri.umass.edu (archiviato dall'url originale il 20 luglio 2011).
5. 1 2 3 4 5 6 7 8 9 10 11 12 13  (EN) Data, su ACLED. URL consultato il 4 luglio 2025.
6. ↑  (EN) Hein Htoo Zan, Junta’s New Year Airstrikes Kill at Least 20 Throughout Myanmar, su The Irrawaddy, 3 gennaio 2025. URL consultato il 4 luglio 2025.
7. ↑   CSP - Major Episodes of Political Violence, 1946-2013, su www.systemicpeace.org. URL consultato il 4 luglio 2025 (archiviato dall'url originale il 17 luglio 2019).
8. ↑  (EN) Deaths from Israel’s attacks on Gaza close to 62,000 as missing added, su Al Jazeera. URL consultato il 4 luglio 2025.
9. ↑  (EN) AFP - Agence France Presse, Health Ministry In Hamas-run Gaza Says War Death Toll At 27,585. URL consultato il 4 luglio 2025.
10. ↑  (EN) Authorities name 301 soldiers, 55 police officers killed in 2023 terror clashes. URL consultato il 4 luglio 2025.
11. ↑   Another Palestinian killed in West Bank as toll rises to 343 since Oct. 7. URL consultato il 4 luglio 2025.
12. ↑  (EN) Death toll update | Three civilians including woman and her son killed in Israeli airstrikes on the vicinity of Aleppo international airport - The Syrian Observatory For Human Rights, su www.syriahr.com. URL consultato il 4 luglio 2025 (archiviato dall'url originale il 14 gennaio 2024).
13. ↑  (EN) AFP - Agence France Presse, Hezbollah Targets Israeli Base To Avenge Lebanon Killings. URL consultato il 4 luglio 2025.
14. ↑  (EN) AFP-Agence France Presse, Health Ministry In Hamas-run Gaza Says 51 Killed In 24 Hours, su barrons. URL consultato il 4 luglio 2025.
15. 1 2 3 4 5 6 7 8 9 10 11 12 13 14 15 16 17 18 19 20 21 22 23 24 25 26 27 28 29 30 31 32 33 34 35 36 37 38 39 40  (EN) Explorer, su ACLED. URL consultato il 4 luglio 2025.
16. ↑  (EN) Lyndal Rowlands,Urooba Jamal,Mersiha Gadzo,Alma Milisic,Maziar Motamedi,Nils Adler, Updates: 137 bodies found in Rafah on day two of Israel-Hamas ceasefire, su Al Jazeera. URL consultato il 4 luglio 2025.
17. ↑  (EN) Twelve Days Under Fire: A Comprehensive Report on the Iran-Israel War, su Hrana, 28 giugno 2025. URL consultato il 4 luglio 2025.
18. ↑  (EN) Human rights in Libya, in Amnesty International. URL consultato il 4 luglio 2025.
19. ↑  (EN) Algeria, su freedomhouse.org. URL consultato il 4 luglio 2025 (archiviato dall'url originale il 16 novembre 2018).
20. ↑  (EN) Shawn Snow, American commandos face complicated mission in Mali, su Military Times, 18 settembre 2017. URL consultato il 4 luglio 2025.
21. ↑  (EN) Burkina junta breaks silence over massacre by men 'in army uniform', su RFI, 28 aprile 2023. URL consultato il 4 luglio 2025.
22. ↑  (EN) Northeast Nigeria insurgency has killed almost 350,000 - UN, in Reuters, 24 giugno 2021. URL consultato il 4 luglio 2025.
23. 1 2  (EN) More than 50 killed in convoy ambush in Mali, sources say, su Voice of America, 8 febbraio 2025. URL consultato il 4 luglio 2025.
24. ↑  (EN) Dabanga, US Senate hears urgent plea from envoy to Sudan, su Dabanga Radio TV Online, 2 maggio 2024. URL consultato il 4 luglio 2025.
25. 1 2   Conflict Index 2024, su acleddata.com (archiviato dall'url originale il 29 novembre 2020).
26. ↑  (EN) Ingrid Formanek,Kareem El Damanhoury,Sana Noor Haq, 10,000 reported killed in one West Darfur city, as ethnic violence ravages Sudanese region | CNN, in CNN, 26 luglio 2023. URL consultato il 4 luglio 2025.
27. ↑  (EN) Nearly 400,000 'excess deaths' caused by South Sudan war, su AP News, 26 settembre 2018. URL consultato il 4 luglio 2025.
28. ↑  (AR) mozdapress, وفاة أكثر من 500 ألف طفل في السودان جراء سوء التغذية [Più di 500.000 bambini sono morti in Sudan a causa della malnutrizione], su سودان تربيون, 18 gennaio 2025. URL consultato il 4 luglio 2025.
29. ↑  (EN) Sudan paramilitaries kill hundreds in White Nile villages: NGO, su Al Jazeera. URL consultato il 4 luglio 2025.
30. ↑   UCDP - Uppsala Conflict Data Program, su ucdp.uu.se. URL consultato il 4 luglio 2025.
31. ↑   "Conflict-related civilian casualties in Ukraine" (PDF), su ukraine.un.org.
32. ↑  (EN) Bojan Pancevski, Exclusive | One Million Are Now Dead or Injured in the Russia-Ukraine War, su WSJ, 17 settembre 2024. URL consultato il 4 luglio 2025.
33. ↑   "Ukraine: protection if civilians in armed conflict August 2024 update" (PDF), su ukraine.un.org.
34. ↑  (EN) Surge of dehumanizing hate speech points to mounting risk of mass atrocities in northern Ethiopia, experts say, in The Globe and Mail, 21 ottobre 2022. URL consultato il 4 luglio 2025.
35. ↑  (SV) Definitions - Uppsala universitet, su www.pcr.uu.se. URL consultato il 4 luglio 2025 (archiviato dall'url originale il 25 ottobre 2010).
36. ↑  (EN) Associated Press, Colombia Truth Commission Gives Scathing Report on Civil War, in VOA. URL consultato il 4 luglio 2025.
37. ↑   "Human Costs of War: Direct War Death in Afghanistan, Iraq, and Pakistan October 2001-February 2013" (PDF), su costsofwar.org (archiviato dall'url originale il 30 aprile 2013).
38. ↑  (EN) Pakistan: Rampant Killings of Shia by Extremists | Human Rights Watch, su hrw.org, 29 giugno 2014. URL consultato il 4 luglio 2025.
39. ↑   Twentieth Century Atlas - Death Tolls and Casualty Statistics for Wars, Dictatorships and Genocides, su necrometrics.com. URL consultato il 4 luglio 2025 (archiviato dall'url originale il 24 ottobre 2019).
40. ↑  (EN) The Organization for World Peace, Somali Civil War, su The Organization for World Peace, 13 gennaio 2017. URL consultato il 4 luglio 2025.
41. 1 2 3 4 5  (EN) ACLED Version 6 (1997 – 2015) | ACLED, su www.acleddata.com. URL consultato il 4 luglio 2025 (archiviato dall'url originale il 18 gennaio 2016).
42. ↑  (EN) Nigeria Security Tracker, in Council on Foreign Relations. URL consultato il 4 luglio 2025.
43. ↑  (EN) Social Violence in Nigeria - Connect SAIS Africa, in Connect SAIS Africa. URL consultato il 4 luglio 2025.
44. ↑  (EN) Nigeria: Herdsmen Behead Woman, Kill 30 in 3 Years, in allAfrica.com. URL consultato il 4 luglio 2025.
45. ↑  (EN) JM V., ICON Launches New Report Proving Genocide in Nigeria, in Missions Box, 3 agosto 2020. URL consultato il 4 luglio 2025.
46. ↑   Armed Conflicts Report - Nigeria, su www.ploughshares.ca. URL consultato il 4 luglio 2025 (archiviato dall'url originale il 10 ottobre 2006).
47. 1 2  (EN) Data | Acled Data, su Acled Data. URL consultato il 4 luglio 2025 (archiviato dall'url originale il 12 febbraio 2018).
48. ↑   BBC NEWS | Africa | Eastern DR Congo rebels to disarm, su news.bbc.co.uk. URL consultato il 4 luglio 2025 (archiviato dall'url originale il 31 ottobre 2022).
49. ↑  (EN) UCDP - Uppsala Conflict Data Program, su ucdp.uu.se. URL consultato il 4 luglio 2025 (archiviato dall'url originale il 20 settembre 2022).
50. ↑  (EN) Fiston Mahamba, Rebels kill 15 peacekeepers in Congo in worst attack on U.N. in..., in U.S.. URL consultato il 4 luglio 2025.
51. ↑  (EN) Realtime Data (2017) – ACLED, su www.acleddata.com. URL consultato il 4 luglio 2025 (archiviato dall'url originale il 19 settembre 2017).
52. ↑  (EN) Uganda (1987- 2010) | Project Ploughshares, su ploughshares.ca. URL consultato il 4 luglio 2025 (archiviato dall'url originale il 21 maggio 2019).
53. ↑  (EN) DR Congo conflict: Government continues to rule out direct talks with M23, su www.bbc.com, 3 marzo 2025. URL consultato il 4 luglio 2025.
54. ↑  (EN) UCDP - Uppsala Conflict Data Program, su ucdp.uu.se. URL consultato il 4 luglio 2025 (archiviato dall'url originale il 27 marzo 2022).
55. ↑  (EN) José Luis Pardo Veiras, Íñigo Arredondo e Julie Weil, Opinión | Una guerra inventada y 350,000 muertos en México, in The Washington Post, 14 giugno 2021. URL consultato il 4 luglio 2025.
56. ↑  (EN) user8, 14th anniversary of Syrian Revolution | Nearly 657,000 persons killed since the onset of the revolution in March 2011 - The Syrian Observatory For Human Rights, su syriahr.com, 20 marzo 2025. URL consultato il 4 luglio 2025.
57. ↑  (AR) أكثر من ألفي مدني وعسكري ضحايا العمليات في الساحل.. بينهم 1557 مدني جرى قتلهم وإعدامهم على يد عناصر وزارتي الدفاع والداخلية والقوات الرديفة - المرصد السوري لحقوق الإنسان [Più di duemila civili e personale militare furono vittime della "sedizione del Sahel", includendo 1557 civili che furono uccisi e giustiziati.], su syriahr.com, 17 marzo 2025. URL consultato il 4 luglio 2025.
58. ↑  (EN) Jess Craig, Violence in Cameroon’s Anglophone crisis takes high civilian toll. URL consultato il 4 luglio 2025.
59. ↑  (EN) UN warns of catastrophic Yemen death toll, in Tehran Times, 24 novembre 2021. URL consultato il 4 luglio 2025.
60. ↑  (EN) More than 2,400 killed in Haiti gang violence since January 1, says UN, in France 24, 18 agosto 2023. URL consultato il 4 luglio 2025.
61. ↑  (EN) UCDP - Uppsala Conflict Data Program, su ucdp.uu.se. URL consultato il 4 luglio 2025 (archiviato dall'url originale il 7 gennaio 2023).
62. ↑  (EN) United Nations statistics underscore ‘extreme brutality’ of Haiti’s gangs. URL consultato il 4 luglio 2025.
63. ↑  (EN) More than 50,000 people flee Haiti capital due to rampant gang violence, su France 24, 2 aprile 2024. URL consultato il 4 luglio 2025.
64. ↑  (EN) Over 207 executed in Port-au-Prince massacre: UN report | UN News, su news.un.org, 23 dicembre 2024. URL consultato il 5 luglio 2025.
65. ↑  (EN) More than 5,600 killed in Haiti gang violence in 2024 | UN News, su news.un.org, 7 gennaio 2025. URL consultato il 5 luglio 2025.
66. ↑   Over 1,100 die in PKK attacks in Turkey since July 2015, su www.aa.com.tr. URL consultato il 5 luglio 2025.
67. ↑   The invisible war in Northern Kurdistan (PDF), su ethesis.helsinki.fi (archiviato dall'url originale il 12 ottobre 2017).
68. ↑  (EN) KDPI leadership urges support for ‘mountain struggle’, in rudaw.net. URL consultato il 5 luglio 2025.
69. ↑  (EN) At least five killed in attack on aerospace firm near Turkey’s Ankara, su Al Jazeera. URL consultato il 5 luglio 2025.
70. ↑  (EN) UCDP - Uppsala Conflict Data Program, su ucdp.uu.se. URL consultato il 5 luglio 2025 (archiviato dall'url originale il 31 ottobre 2022).
71. ↑   Population Redistribution and Development in South Asia. URL consultato il 5 luglio 2025.
72. ↑  (EN) Kara Fox, Jessie Yeung, Dozens killed as gunmen massacre tourists in Kashmir beauty spot, su CNN, 22 aprile 2025. URL consultato il 5 luglio 2025.
73. ↑  (EN) India-Pakistan ceasefire appears to hold after accusations of violations, su www.bbc.com, 11 maggio 2025. URL consultato il 5 luglio 2025.
74. ↑  (EN) Kiyya Baloch, Chinese Operations in Balochistan Again Targeted by Militants. URL consultato il 5 luglio 2025.
75. ↑  (EN) India - Northeast (1979 - first combat deaths). URL consultato il 5 luglio 2025.
76. ↑  (EN) Shoot-at-sight orders issued for 'extreme cases' in India's Manipur as death toll from ethnic clashes reaches 54, in ABC News, 7 maggio 2023. URL consultato il 5 luglio 2025.
77. ↑   datasheet-terrorist-attack-fatalities, su www.satp.org. URL consultato il 5 luglio 2025 (archiviato dall'url originale il 22 settembre 2022).
78. ↑  (EN) UNPO: West Papua: Indonesia Considering Addressing Past Atrocities, su unpo.org. URL consultato il 5 luglio 2025 (archiviato dall'url originale il 31 ottobre 2022).
79. ↑  (EN) BBC NEWS | World | Asia-Pacific | Guide to the Philippines conflict, su news.bbc.co.uk. URL consultato il 5 luglio 2025 (archiviato dall'url originale il 15 marzo 2012).
80. ↑   How many people have been killed in Rodrigo Duterte’s war on drugs?, in The Economist. URL consultato il 5 luglio 2025.
81. ↑  (EN) Angola-Cabinda (1994 - 2006) - Project Ploughshares, in Project Ploughshares. URL consultato il 5 luglio 2025.
82. ↑  (EN) Peter Reddy, Leah Dunn e Hilary Charlesworth, Reconciliation and Architectures of Commitment, ANU Press, ISBN 978-1-921666-69-8. URL consultato il 5 luglio 2025.
83. ↑  (EN) More than 30 dead in tribal fighting on Papua New Guinea’s ‘island of love’, in the Guardian, 25 ottobre 2022. URL consultato il 5 luglio 2025.
84. ↑  (EN) Chad de Guzman, Papua New Guinea Massacre: What to Know, su TIME, 19 febbraio 2024. URL consultato il 5 luglio 2025.
85. ↑   datasheet-terrorist-attack-fatalities, su www.satp.org. URL consultato il 5 luglio 2025 (archiviato dall'url originale il 22 settembre 2022).
86. ↑   "Human Cost of the Post-9/11 Wars: Lethality and the Need for Transparency" (PDF), su watson.brown.edu (archiviato dall'url originale il 21 febbraio 2019).
87. ↑  (EN) Reuters Staff, Iraq conflict has killed a million Iraqis: survey, in U.S.. URL consultato il 5 luglio 2025.
88. ↑  (EN) Alan J. Kuperman | How Obama Failed in Libya | Foreign Affairs, su www.foreignaffairs.com. URL consultato il 5 luglio 2025 (archiviato dall'url originale il 23 aprile 2015).
89. ↑  (EN) Fresh gunbattles rock Libya capital after brief lull, su France 24, 14 maggio 2025. URL consultato il 5 luglio 2025.
90. ↑  (EN) Cabo Ligado Weekly: 23-29 November 2020 | ACLED, su acleddata.com. URL consultato il 5 luglio 2025 (archiviato dall'url originale il 2 dicembre 2020).
91. ↑  (EN) Chechen official puts death toll for 2 wars at up to 160,000, in The New York Times, 16 agosto 2005. URL consultato il 5 luglio 2025.
92. ↑  (EN) Three police officers shot dead in Russia's Dagestan, in Reuters, 5 maggio 2025. URL consultato il 5 luglio 2025.
93. ↑  (EN) Honduras expands and extends its state of emergency, in NBC News. URL consultato il 5 luglio 2025.
94. ↑  (EN) More than 40 women killed in Honduran prison riot. URL consultato il 5 luglio 2025.
95. ↑  (EN) Honduras brings in curfews after night of violence, in BBC News. URL consultato il 5 luglio 2025.
96. ↑  (EN) Shining Path arrests across Peru, in BBC News. URL consultato il 5 luglio 2025.
97. ↑  (EN) Amina Ismail, Sisi says suicide bomber behind church attack in Egypt, in U.S.. URL consultato il 5 luglio 2025.
98. ↑  (EN) The Heavy Civilian Toll in Sinai, su carnegieendowment.org. URL consultato il 5 luglio 2025 (archiviato dall'url originale il 14 agosto 2024).
99. ↑   "Casamance: no peace after thirty years of war", su archive.today.
100. ↑   Azerbaijani Soldier Shot Dead by Armenian Forces, in Naharnet. URL consultato il 5 luglio 2025.
101. ↑  (EN) Summary of Incidents in Southern Thailand, JULY 2020 | DeepSouthWatch.org, su DeepSouthWatch.org. URL consultato il 5 luglio 2025 (archiviato dall'url originale il 31 ottobre 2022).
102. ↑  (ES) Al menos ocho muertos en Guayaquil en una jornada de violencia en Ecuador, in infobae, 10 gennaio 2024. URL consultato il 5 luglio 2025.
103. ↑  (ES) Casi 900 detenidos y 5 delincuentes abatidos en Ecuador ante despliegue militar y alza de impuestos, su AP News, 12 gennaio 2024. URL consultato il 5 luglio 2025.
104. ↑  (EN) Noah Bullock, The Horror Inside the Salvadoran Prisons Where Trump Is Sending Migrants, su Foreign Policy, 7 luglio 2025. URL consultato il 5 luglio 2025.
105. ↑  (ES) Yelter Herrera, Gustavo Villatoro: pandilleros tienen derechos humanos, pero están reducidos, su Diario El Mundo, 4 ottobre 2024. URL consultato il 5 luglio 2025.